# Those Who Judge
Pour plus de détails, voir Fiche technique et Distribution.
Those Who Judge est un film américain réalisé par Burton L. King, sorti en 1924.

## Fiche technique
- Réalisation : Burton L. King
- Scénario : Harry Chandlee d'après le roman Such as sit in Judgement de Margery Land May[1]
- Production : Banner Productions
- Distributeur : Henry Ginsberg Distributing Company
- Durée : 60 minutes
- Date de sortie :
  - USA : 15 octobre 1924

## Distribution
- Patsy Ruth Miller : Angelique Dean
- Lou Tellegen : John Dawson
- Mary Thurman : Katty Drexel
- Flora le Breton : Shirley Norton
- Edmund Breese : Henry Dawson
- Walter Miller : Bob Dawson
- Coit Albertson : Chapman Griswold
- Cornelius Keefe : Tom Eustace
- Norman Clapham (en) : Major Twilling (sous le pseudonyme John Henry)